# August Dieckmann
August Dieckmann, né le 29 mai 1912 à Cadenberge près de Hanovre, et mort au combat le 10 octobre 1943 sur le Dniepr, est un militaire allemand.
Standartenführer de la Waffen-SS, il a été décoré de la croix de chevalier de la croix de fer avec feuilles de chêne et glaives.

## Distinctions
- Croix de fer (1939)
  - 2e classe le 28 septembre 1939[1]
  - 1re classe le 3 juin 1940[1]
- Insigne de combat d'infanterie en argent
- Agrafe de combat rapproché en bronze
- Insigne des blessés en noir
- Croix allemande en or le 28 février 1942 en tant que SS-Sturmbannführer et commandant du I./SS-Regiment "Germania"[2]
- Croix de chevalier de la croix de fer avec feuilles de chêne et glaives.
  -   Croix de chevalier de la croix de fer le 23 avril 1942, en tant que SS-Sturmbannführer et commandant du I./SS-Regiment "Germania"[3],[4]
  - 233e feuilles de chêne le 16 avril 1943 en tant que SS-Sturmbannführer et commandant du I./SS-Panzergrenadier-Regiment "Germania"[4],[5]
  - 39e glaives le 10 octobre 1943 (à titre posthume) en tant que SS-Obersturmbannführer et commandant du SS-Panzergrenadier-Regiment 10 "Westland"[6]